# Otušište
Otušište (makedonsky: Отушиште) je historická vesnice v Severní Makedonii. Nachází se v opštině Tearce v Položském regionu.

## Geografie
Otušište se nacházelo v oblasti Položská kotlina, na levé straně u silnice spojující Tetovo a Jažince. Dnes je toto území sloučeno s městem Tearce, okresním městě opštiny.

## Historie
Kostel sv. Jana Apoštola ve vesnici byl postaven ve 13. století. Obec je také zmíněna v osmanských sčítacích listinách z let 1467/68. Předpokládá se, že název vesnice vycházel z křestního jména Hotuš.
V 19. století byla ve vesnici postavena mešita Starata Džamija.
Podle záznamů Vasila Kančova z roku 1900 žilo ve vesnici 215 obyvatel makedonské národnosti.
Postupným růstem města Tearce se obě lokality spojily a dnes je Otušište pouze opuštěnou osadou. Obyvatelstvo se přesunulo do centra města.